# مارك واتسون (لاعب كرة قدم)
مارك واتسون (بالإنجليزية: Mark Watson)‏ (28 ديسمبر 1973 ببرمنغهام في المملكة المتحدة - ) هو لاعب كرة قدم بريطاني في مركز الهجوم. لعب مع شروزبري تاون وكامبريدج يونايتد ونادي بورنموث ونادي ليتون أورينت ووست هام يونايتد ونادي وكينغ وساتون يونايتد ونادي ألدرشوت تاون وتشيشام يونايتد ‏ وويلينج يونايتد.

## وصلات خارجية
- مارك واتسون على موقع قاعدة بيانات كرة القدم.إي يو (الإنجليزية)
- مارك واتسون على موقع Soccerbase.com (لاعب) (الإنجليزية)
- مارك واتسون على موقع عالم كرة القدم.نت (الإنجليزية)